# Szamel Lajos
Szamel Lajos (Budapest, 1919. november 26. – Budapest, 1998. január 2.) magyar jogtudós, egyetemi tanár, a közigazgatás tudományának nemzetközi szintű művelője, az állam- és jogtudomány doktora.

## Életpályája
Évtizedeken át a Pécsi Tudományegyetem (később Janus Pannonius Tudományegyetem) Állam- és Jogtudományi Kar  professzora volt.

## Emlékezete
- Krauzer Ernő és Sallai János (2021) Szamel Lajos a rendészettudomány megalapozója, hírnöke = Lajos Szamel, the Establisher and Messenger of Law Enforcement Science. BELÜGYI SZEMLE, 69 (9). pp. 1659-1665. ISSN 2062-9494 (nyomtatott); 2677-1632 (elektronikus)

## Díjai, elismerései
- az állam- és jogtudomány doktora
- Eötvös József-koszorú (1995)
- Akadémiai díjasok listája (1981–2000)
- Akadémiai díjasok listája (1961–1980)

## Művei
- Az államigazgatás törvényességének jogi biztosítékai (1957)
- A jogforrások. Közgazdasági és Jogi Könyvkiadó, Budapest, 1958.
- A tanácstörvény. Az 1954. évi X. törvény magyarázatokkal. (társszerzővel). (Budapest, 1961)
- Az államigzagatás vezetésének jogi alapproblémái (1963)
- Magyar államjog (Kovács Istvánnal és Beér Jánossal), Budapest, 1960, oroszul Moszkva, 1965)
- System of government in te Hungarian People's Republic (1966, francia nyelven is)
- Az államigazgatás felelősségi rendszere (Közgazdasági és Jogi Könyvkiadó, Budapest, 1986)
- Szamel Lajos (szerk.), Szamel Katalin (összeáll.): A magyar közigazgatás-tudomány klasszikusai 1874–1947, (Közgazdasági és Jogi Könyvkiadó, Budapest, 1988.)
- Berényi Sándor: Magyar államigazgatási jog, Különös rész; II. kötet szerk. Szamel L. A népgazdasági igazgatás, egységes jegyzet, kézirat, Budapest,   Tankönyvkiadó V.
- Berényi Sándor – Martonyi János – Szamel Lajos: Magyar államigazgatási jog (Általános rész). Budapest, 1980. (Tankönyv) ISBN 963 174513 9